# Юнжерка
Юнжерка (в верховье — Мундрова) — река в России, протекает по Томской области. Устье реки находится в 2719 км по левому берегу реки Обь. Длина реки составляет 34 км. В 14 км от устья по левому берегу впадает река без названия.
Населённые пункты на реке: Старая Шегарка, Мельниково, Баткат.

## Данные водного реестра
По данным государственного водного реестра России относится к Верхнеобскому бассейновому округу, водохозяйственный участок реки — Обь от Новосибирского гидроузла до впадения реки Чулым, без рек Иня и Томь, речной подбассейн реки — бассейны притоков (Верхней) Оби до впадения Томи. Речной бассейн реки — (Верхняя) Обь до впадения Иртыша.
Код объекта в государственном водном реестре — 13010200712115200007274.